# Abwickelbare Fläche
Eine abwickelbare Fläche bezeichnet in der Geometrie bzw. in der Differentialgeometrie, der Kartografie und der Topologie eine Fläche, die sich ohne innere Formverzerrung aus dem Euklidischen Raum in die Euklidische Ebene transformieren/„abwickeln“ lässt. Die sich ergebende Fläche wird dann Abwicklung genannt. Anschaulich gesprochen: Ohne Stauchen und Zerren muss sich die abwickelbare Fläche glatt auf eine flache Ebene legen lassen. Bekannteste Beispiele sind die Mantelflächen bestimmter dreidimensionaler Körper wie Zylinder oder Kegel.
Die mathematische Definition nutzt die Begriffe innere Metrik und Krümmung und ist unabhängig von einer möglichen Einbettung. In höherdimensionalen euklidischen Räumen gilt die Aussage zur Flächeneinbettungen nicht mehr. Jedoch gilt für den Spezialfall des dreidimensionalen euklidischen Raumes mit induzierter Metrik, dass dort jede abwickelbare Fläche auch eine Regelfläche ist, obwohl Regelflächen ganz anders definiert werden. Die Umkehrung gilt nicht, so sind beispielsweise das einschalige Hyperboloid oder das hyperbolische Paraboloid zwar Regelflächen, aber keine abwickelbaren Flächen. Eine abwickelbare Regelfläche nennt man auch Torse.

## Definition
Eine Fläche oder beziehungsweise eine zweidimensionale differenzierbare Mannigfaltigkeit wird abwickelbar genannt, wenn ihre gaußsche Krümmung in jedem Punkt der Fläche gleich Null ist, was genau dann passiert, wenn mindestens eine der beiden Hauptkrümmungen gleich Null ist.
Die Abbildung, die die abwickelbare Fläche auf die Ebene projiziert, wird auch Abwicklung genannt. Diese Abbildungen wurden als erstes von Leonhard Euler im Jahr 1772 eingeführt.

## Eigenschaften
- Die auf der abwickelbaren Fläche befindlichen Punkte ändern ihre gegenseitige Lage nicht, wenn die Fläche in die Ebene „ausgebreitet“ wird. Die Abwicklung ist also eine längentreue Abbildung. Insbesondere gehen geodätische Linien in Geradenstücke über. Diese Eigenschaft ist für die Kartografie und die Geodäsie wichtig, beispielsweise bei Kegelprojektionen oder der pseudo-zylindrischen Gauß-Krüger-Abbildung.

- Die abwickelbaren Flächen (außer der Ebene) sind Einhüllende (Enveloppen) von einparametrigen Ebenenscharen.

- Eine riemannsche Mannigfaltigkeit der Dimension {\displaystyle n}, deren riemannscher Krümmungstensor überall gleich Null ist, nennt man flache Mannigfaltigkeit. Also kann man eine abwickelbare Fläche auch als zweidimensionale flache Mannigfaltigkeit verstehen.

## Beispiele

### Abwickelbare Flächen

Zylinderoberflächen sind abwickelbare Flächen

#### Mantelflächen
Wichtige abwickelbare Mantelflächen sind unter anderem die Oberflächen von Zylindern und Kegeln.
Das Merkmal der formtreuen Abwicklung gilt unabhängig vom Querschnitt der originalen Fläche, also z. B. auch für elliptische Zylinder.

#### Oloid und Sphericon
Oloid und Sphericon gehören zu den wenigen bekannten Körpern, dessen gesamte Oberfläche in einem Stück abwickelbar ist. Im Unterschied zu Kegel oder Zylinder lässt sich die komplette Oberfläche dieser Körper (und nicht nur eine  Mantelfläche) abwickeln.

### Nicht abwickelbare Flächen
Nicht abwickelbare Flächen sind solche, die in zwei Dimensionen gekrümmt sind („doppeltgekrümmte Flächen“), wie die Kugel, das Erdellipsoid oder verschiedene Sattelflächen. Hier kommt es bei jeder Abbildung auf eine Ebene (Landkarte, optische Abbildung usw.) zu kleinen oder größeren Formänderungen, den sog. Verzerrungen.